# León Carlos Arslanian
León Carlos Arslanián (Buenos Aires, 23 d'octubre de 1941) és un advocat i exjutge argentí. Es va destacar, entre altres coses, per haver integrat el tribunal que en 1985 va condemnar als militars que van governar el país durant la dictadura cívico-militar, autodenominada Procés de Reorganització Nacional (1976-1983), en l'anomenat Judici a les Juntes. Va ocupar càrrecs importants relacionats amb la seguretat en diversos governs.

## Trajectòria
Va cursar els seus estudis al Col·legi Nacional de Buenos Aires i posteriorment la carrera de Dret en la Universitat de Buenos Aires, amb especialització en Dret Penal.
Entre 1984 i 1986 va exercir com a jutge de la Cambra Nacional d'Apel·lacions en el Criminal i Correccional de la Capital Federal. En aquest caràcter va participar de l'històric Judici a les Juntes militars que es va realitzar en 1985, presidint el tribunal al moment de dictar-se la sentència.
En 1988 va renunciar com a jutge, i va organitzar un estudi jurídic, al qual es va sumar entre altres Jorge Torlasco, el seu col·lega en la Cambra Federal. Durant el govern del president Carlos Menem va exercir com a ministre de Justícia de la Nació (1989-1992). En 1993 va integrar la Comissió de Juristes Internacionals sobre l'Administració de Justícia al Perú. L'11 de febrer de 1998 va ser designat president de l'Institut de Política Criminal i Seguretat de la Província de Buenos Aires i el 13 d'abril de 1998 va assumir el càrrec de ministre de Justícia i Seguretat de la Província de Buenos Aires, fins a la seva renúncia, el 5 d'agost de 1999. Va ser reemplaçat pel exjutge Osvaldo Lorenzo, mentre Eduardo Duhalde era governador i Carlos Ruckauf candidat a la Governació.
Durant el seu ministeri de Seguretat va començar una lluita contra la corrupció, va depurar les forces policials i va fer una neteja en passar a retir a tota la plana major de la policia provincial. Arslanián va canviar la llei orgànica policial i va iniciar el procés de descentralització de la policia, en dividir-la en 18 prefectures departamentals i eliminar les jerarquies de cap i sotscap de la força, que va començar llavors a ser dirigida per primera vegada en la història per un civil. Va reformar el Codi Processal bonaerenc i va crear l'Oficina de Control de la Corrupció i Abús Funcional, integrada per un auditor d'Assumptes Interns, dependent del ministre de Seguretat, així com per un Tribunal d'Ètica. Aquesta reforma, que va ser després desarmada per Carlos Ruckauf, va ser represa per Arslanián durant la governació de Felipe Solá i va ser desmantellada novament durant la governació de Daniel Scioli.
Va ser ministre de Seguretat de la província de Buenos Aires durant la governació de Felipe Solá (2004-2007). En 2005, va posar en funcionament el 911, un servei telefònic de denúncia, i la Policia Buenos Aires 2, un cos de seguretat separat de la tradicional Policia Bonaerense que va ser dissolt en 2006. En 2007 es va retirar del seu càrrec com a Ministre de Seguretat de la Província de Buenos Aires.
En l'actualitat exerceix l'advocacia de manera privada. En 2016 va ser contractat com un dels advocats patrocinantes de Fernando Hugo Giannoni, president de l'empresa minera Barrick Gold, en la causa en la qual la justícia federal va investigar l'actuació de l'empresa a tres vessaments de solució cianurada succeïts en 2015 i 2016, sostenint que la competència corresponia a la justícia de la província de San Juan.